# オナニーマスター黒沢
『オナニーマスター黒沢』（オナニーマスターくろさわ）は、伊瀬カツラこと伊瀬勝良による小説である。2006年3月から9月まで漫画や小説の投稿サイト「新都社」にて連載され、同年9月にタイトルを『キャッチャー・イン・ザ・トイレット!』と改め、双葉社より出版された。同作は2013年10月に双葉文庫より文庫化された。
一方、2007年8月から2008年3月にかけて、YOKO（後の横田卓馬）が自身のウェブサイトにて漫画版の連載を行い、人気を得た。2009年3月、横田の商業誌デビューに伴いウェブサイトが閉鎖されたため公開が終了。しかし2013年、小説の文庫版発売を記念して同年8月よりニコニコ静画にて公開、同年11月末には閲覧回数が200万回を超えた。
その後、伊瀬と横田は2019年に漫画作品『すべての人類を破壊する。それらは再生できない。』を発表している。

## あらすじ
プロローグ
他人と関わりを持とうとしない主人公の男子中学生・黒沢翔は、クラスメイトをオカズにして「女子トイレでオナニーをする」という、決して誰にも知られてはならない悪癖があった。
そんなある日、黒沢が日課を済ませて女子トイレから出てくる所を、イジメ被害に遭っている北原綾という女子生徒に見られてしまう。黒沢はとっさに「トイレに備品を置いてくるよう先生に頼まれた」と誤魔化したものの、顔を覚えられてしまう。
1学期
中学三年生となった新学期。新しいクラスメイトの中には、北原綾がいた。北原へのイジメは日ごとに悪質さを増していき、憤りを覚えた黒沢は代理制裁を決行。病院に寄り遅刻をしたと見せかけて、実は早朝から女子トイレに籠もり、体育の時間に教室に忍び込んで、イジメの加害者である須川麻衣子たちの制服をくすねて精液をかける行為に及んだ。
その後精液付きの制服を発見した須川たちは涙を流して激昂したが犯人は分からず、北原をイジメていた負い目と何者かの復讐を怖れてか、北原へのイジメは少し控えめになる。こうして制裁は成功に終わったかに見えた……。
しかし、相変わらず女子トイレに籠もって自慰をしている黒沢の個室の前に、北原が現れる。黒沢の日課を見破った彼女は、「内藤恭子を同じ目に遭わせなければ、黒沢の性癖をバラす」と脅迫。誰にでも人当たりの良いクラスの人気者である内藤恭子だったが、間接的にイジメをして笑っている傲慢さを持っていることが北原には許せないと言う。
黒沢は渋々取引に応じ、彼女の指示通り内藤の制服に精液をかけるが、内藤本人には大したダメージにはならなかった上、この事態を知った担任が犯人探しをするが、自分が犯人だと発覚することはなく、事なきを得る。
修学旅行
修学旅行では、オタクグループのリーダーの長岡、長岡と仲の良いピザ太、イジメでピザ太に無理やり告白させられた北原綾、その北原に脅迫されている黒沢の4人でグループを組むことになる。そんな寄せ集めの班に、黒沢とは図書室で話相手になっている滝川マギステルが合流。
だが、平和で和気あいあいとした自由行動をぶち壊すように、北原による復讐ターゲットとして隣のクラスの屋代摩子が指名される。しかし、屋代摩子と彼氏とのカップルに悪意は感じられなかったことで思いとどまり、手を引く黒沢。結局何事もなく修学旅行は幕を下ろす。
滝川への片想い
修学旅行後、長岡たちオタクグループに誘われ、北原も伴ってカラオケをすることになった黒沢は、偶然居合わせた滝川と映画を見ることになる。その帰り道、突然黒沢のイチモツは暴走状態となり、滝川をオカズにして自慰をするが、滝川をオカズにしたことへの拒否反応で嘔吐してしまう。
夏休みに入った黒沢は、滝川に会いたい一心で、あてもなく街中を彷徨うようになり、それが「恋」であることを自覚するようになる。
2学期
9月になり、女子トイレに籠もっている黒沢の前に、またしても北原が現れ、「滝川マギステルを汚して」と脅迫される。だが滝川に片想いしている黒沢は、理由を説明されもせず「何の罪もない相手には復讐などできない」と断る。
翌日、長岡に彼女ができたとクラスで話題となっていた。その相手は、滝川マギステル……。そして、北原が滝川に復讐しようとしていたのは、自分に親身に接してくれていた長岡を人知れず想っていたからだった。
長岡と付き合うようになった滝川は、次第に長岡好みの言動をするようになり、彼女が壊されていくことを直視できない黒沢は、長岡や滝川との付き合いを拒絶するようになる。
そして自らの想いを断ち切るために、滝川を汚してしまおうとした黒沢は、北原の望みに応える形で、滝川の私物に精子をかける。
その後、精液が付いた自身の私物を見た滝川は精神的なパニックを起こし、クラスメイトの前で派手に嘔吐してしまい、その後、しばらく学校を欠席した。
滝川の「将来の夢」
北原の復讐は加速度を増し、最近イジメを行うようになった荒井真希、その取り巻きである榛名をターゲットに挙げる。滝川の件でタガが外れた黒沢は北原に言われるがまま、その指名に応じて次々に復讐代行を実行していこうとする。
だが、滝川のロッカーに入れてあった「将来の夢」をテーマにした水彩画を見た黒沢は、激しく動揺する。そこには修学旅行で一緒に京都を回った5人が描かれており、「卒業したらまたみんなで行きたい」と添えられていた。この時初めて自分のしてきた事を後悔した黒沢は、北原の復讐を断り、今後も取引には応じないと告げる。
犯行の告白
翌日、黒沢は憑き物が落ちたような様子で、クラスメイト達の前で、自分がこれまでの事件の犯人であると告白し、謝罪。その後、黒沢を許せない須川がけしかけた不良生徒によって、黒沢は校舎裏で熾烈な暴行を受ける羽目になるが、自身への罰として受け入れる。その後も、クラスメイトには白い目で見られ、日常的に暴行を受け続け、机に落書きされたり私物を隠されたりする嫌がらせの日々が続くが、黒沢は卒業式まで耐え抜くと北原に告げるのだった。
だが、卒業間近の美術の授業中、同じくイジメを受けていた北原は限界を迎え、自身の手を彫刻刀で突き刺す自傷行為に及ぶ。その日を境に彼女は学校に一切登校することなく、最後の卒業式すら欠席。そのまま卒業した。
高校入学後
高校に進学した黒沢は、いまだ「オナニーマスター」と周囲から蔑まれることはあるものの、ひとまず平和な日常を取り戻していた。そして高校受験の時期に、黒沢が勉強を教えたことで親しくなった須川とは、友人以上・恋人未満の関係になりつつあった。
北原は二次募集を受けて高校には進学したものの、すぐに不登校となり引きこもっていることを知った黒沢は、たびたび北原の自宅に通うようになる。そして、中学のクラスメイトとの同窓会の日、北原を誘いに行った黒沢は、北原を部屋から連れ出して同窓会に連れていくことに成功する。
その後、髪を切って高校の制服を着ている北原を、黒沢は電車の中から見つけるのであった。

## 登場人物

### 主要人物
黒沢翔
主人公。他人とは距離を置いており、孤立した学校生活を送っている。クラスメイト達との性行為をネタにして、女子トイレでのオナニーを日課としている。だが、その日課を北原綾に知られてしまい、半ば脅迫され、復讐代行する羽目になる。
ハイテンションな長岡を鬱陶しく思っており、誘いをいつも断っている。図書館で滝川マギステルと話をするうちに、彼女のことを片想いするようになっていたが、滝川が長岡と交際したことにより確執が生じ、彼女を汚すことで精神のバランスを取ろうと復讐のターゲットにしてしまう。
趣味は音楽鑑賞と読書(と自慰行為)。
高校進学後は一転して、表情が明るくなり積極的に人と接するようになる。
須川とは学校の下校時間が被るらしく、一緒に帰ることが多い。
コンビニエンスストアでアルバイトをしている。須川がよく黒沢をからかいに来店している。

北原綾
身長が低く、内気な女子中学生。同級生の女子からのいじめに苦悩している。ある日、黒沢が女子トイレでオナニーしていることを知り、自分をイジメていた女子達に復讐するよう彼を何度も脅迫。しかしその行為が次第にエスカレートし、最終的に本末転倒な結果となってしまった。
長岡圭史
黒沢のクラスメイト。ヲタクグループのリーダー的存在。ブロッコリーのようなアフロが特徴で、クラスでのあだ名は「ブロリー」。無意味にハイテンションであり、ハミ出し者の黒沢や北原綾にも分け隔てなく親身に接した。黒沢はそんな彼を鬱陶しく思っていたが、北原はそんな彼の優しさに惚れ、密かに想いを寄せていた。
滝川マギステル
黒沢のクラスメイト。誰とでも気軽に話せる美少女。小学生の頃はかなり内気で、人見知りするタイプであったが、中学になりオシャレを覚えて、積極的に他人とも関わるようになった。
黒沢とは図書館で小説について語り合う仲であったことから、黒沢は滝川に片想いするようになる。しかし、修学旅行や塾などで長岡と触れ合ううちに距離が縮まり、長岡と交際することとなる。
須川麻衣子
黒沢のクラスメイト。北原をいじめていた不良少女で、黒沢が籠もっていた女子トイレで喫煙していた。北原に対する自身の所業に怒りを燃やした黒沢により、制服を精液で汚されるという屈辱を味わう。その後北原へのイジメは軟化し、その後高校受験により北原からは手を引いていた。
終盤、黒沢の告白(自首)により、不良の男子生徒をけしかけて黒沢に報復を果たした(元はと言えば自身のイジメが原因だが…)。その後、高校受験前に黒沢から勉強を教えてもらったことから、次第に黒沢のことが気になりだし、卒業後は黒沢のことを片想いしていた模様。高校一年のクリスマスに黒沢からデートに誘われ、同意する。
タバコの銘柄はマルボロメンソールライト。

### クラスメイト
内藤恭子
黒沢のクラスメイト。3年でもトップクラスの美少女。モデルをしている。須川たちのイジメに消極的ながら関与していたため、北原に復讐のターゲットに指名され、制服を精液で汚される。しかし、本人はそれほど精神的なダメージを受けておらず、むしろ大したことでもないと思っている様子だった。
関取太
黒沢のクラスメイト。通称“ピザ太”。ヲタクグループのメガネ＆でぶキャラ。北原綾へのイジメのネタとして、北原から告白された。ピザ太はそれを本気にはしていないものの、北原のことが気になりだし、修学旅行ではアプローチしていた模様。北原綾はそれを迷惑に思っており、黒沢に頼んで手を繋いでもらうことで、ピザ太に見せつけていた。
原田あゆみ
黒沢のクラスメイト。須川の友達。成績は優秀。北原をいじめていた。
小林隆太
黒沢のクラスメイト。お調子者でクラスのムードメーカー。野球部で、西本エリカの彼氏。
西本エリカ
黒沢のクラスメイト。学級委員を務める。小林隆太の彼女。
荒井
黒沢のクラスメイト。髪は後ろで一つ縛り。
榛名
黒沢のクラスメイト。荒井の友達。

### その他
屋代摩子
黒沢とは別のクラス（4組）。山田の彼女。
山田光義
屋代の彼氏。
野宮
三年三組の担当教師。
黒沢あびる
黒沢の妹。

## 書籍情報

### 小説版
- 『キャッチャー・イン・ザ・トイレット!』 - 2009年9月2日、双葉社、ISBN 978-4575236705
- 双葉文庫『キャッチャー・イン・ザ・トイレット!』 - 2013年10月10日、双葉社、ISBN:978-4575516227

### 漫画版
紙媒体での出版は無く、電子書籍として配信されている。
- Amazon Kindle オナニーマスター黒沢
- Amazon Kindle オナマス（分冊版）